# Haptosquilla glabra
Haptosquilla glabra is een bidsprinkhaankreeftensoort uit de familie van de Protosquillidae. De wetenschappelijke naam van de soort is voor het eerst geldig gepubliceerd in 1905 door Lenz.